# Proechimys trinitatus
Proechimys trinitatus là một loài động vật có vú trong họ Echimyidae, bộ Gặm nhấm. Loài này được J. A. Allen & Chapman mô tả năm 1893.

## Hình ảnh

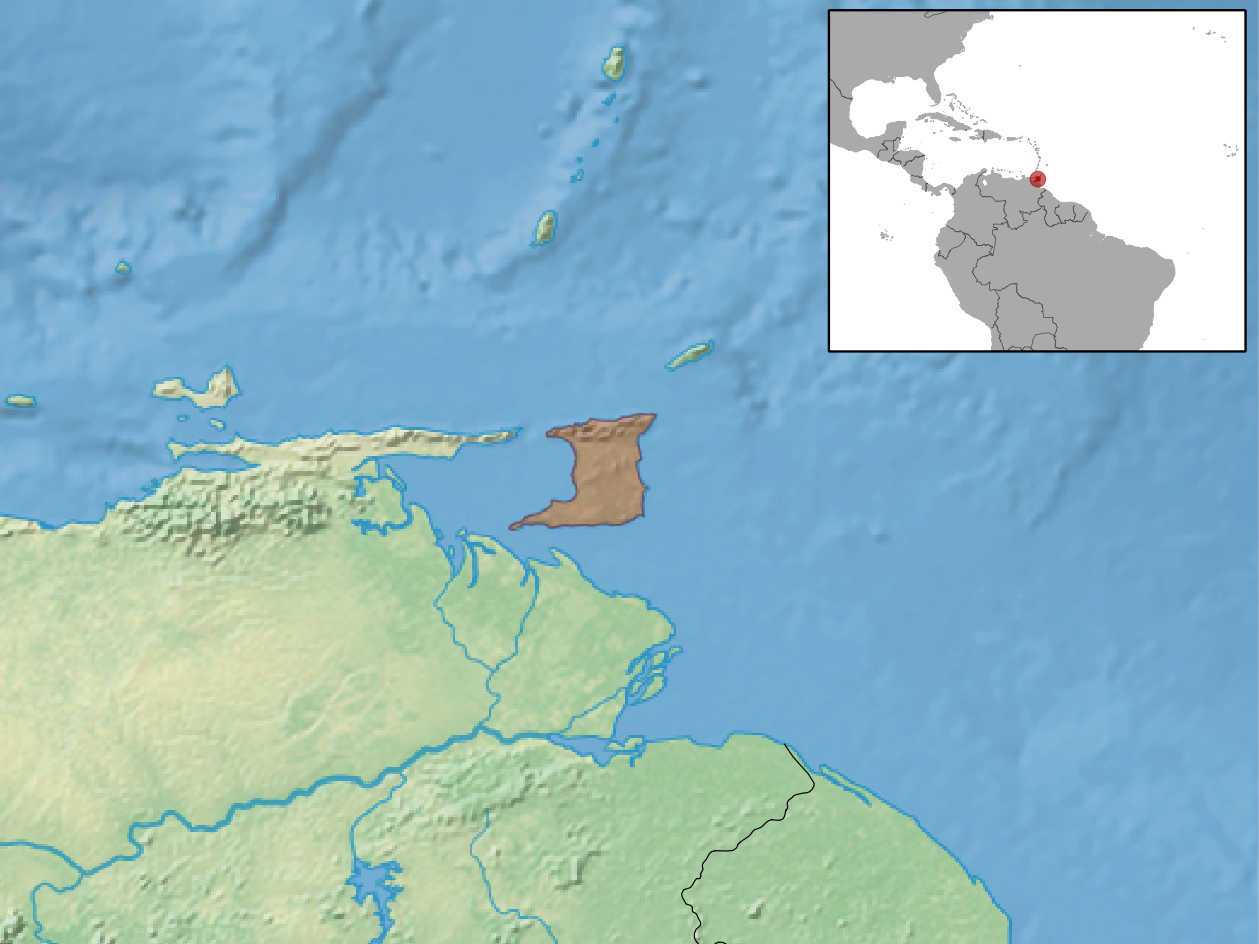